# Liên đoàn Hướng đạo

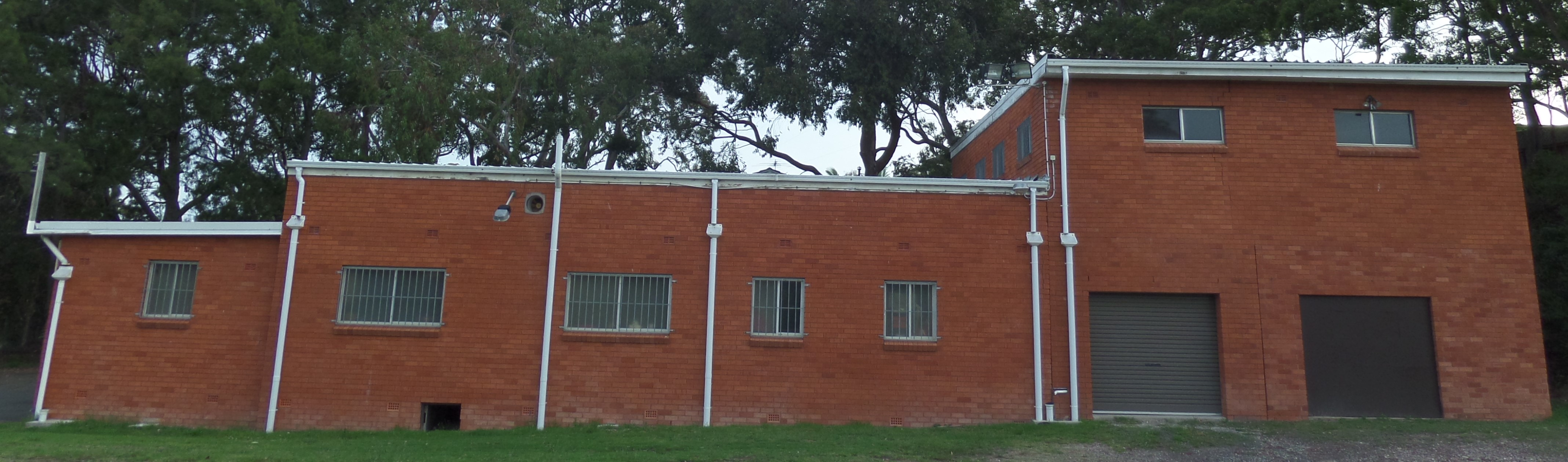
Câu lạc bộ hướng đạo ở Sydney

Liên đoàn Hướng đạo (Scout Group) là một tổ chức địa phương phổ biến của Hướng đạo tại đa số các quốc gia nơi có Hướng đạo hoạt động. Nó kết hợp nhiều ngành khác nhau của Hướng đạo vào trong một đơn vị duy nhất. Liên đoàn Hướng đạo có thể gồm có bất cứ số lượng các ngành nào của Nhóm tuổi trong Nam Hướng đạo và Nữ Hướng đạo. Liên đoàn Hướng đạo có thể là đơn giới tính hoặc có cả nam và nữ trong các ngành riêng biệt tùy thuộc vào hội Hướng đạo quốc gia và Liên đoàn quyết định.
Tổ chức Phong trào Hướng đạo Thế giới nói về Liên đoàn Hướng đạo như sau: "thực tế thì Liên đoàn Hướng đạo địa phương nên được xem như là một dạng trung tâm giáo dục mà có khả năng áp dụng toàn bộ chương trình Hướng đạo từ cấp bé thơ cho đến lúc trưởng thành. Các đơn vị của các ngành khác nhau nên là một phần của một Liên đoàn địa phương và không phân tách."
Tại một vài quốc gia trong đó có Hoa Kỳ, các ngành khác nhau thì độc lập với nhau mặc dù tất cả đều được bảo trợ và ủy nhiệm bởi cùng một tổ chức, thí dụ như một nhà thờ.

## Hướng đạo Việt Nam
Liên đoàn Hướng đạo là một dạng đơn vị rất phổ biến trong Hướng đạo Việt Nam cả ở trong nước và ở hải ngoại. Một liên đoàn Hướng đạo Việt Nam có ít nhất là hai đơn vị cấp đoàn, thí dụ một Ấu đoàn gồm các Ấu sinh Hướng đạo và một Thiếu đoàn gồm các Thiếu sinh Hướng đạo. Một Liên đoàn Hướng đạo Việt Nam được xem là lý tưởng nếu như Liên đoàn đó có đủ bốn ngành của Hướng đạo Việt Nam là Ấu, Thiếu, Kha và Tráng. Riêng ở Hoa Kỳ, Hướng đạo Việt Nam theo sinh hoạt của Hội Nam Hướng đạo Mỹ hay Hội Nữ Hướng đạo Mỹ nên có thêm một ngành mới đó là ngành Nhi.
Ưu điểm của Liên đoàn là cùng một nơi, một thời gian sinh hoạt, có thể trông coi cho nhiều ngành, nhiều đơn vị mà không cần nhiều trưởng. Phụ huynh không tốn nhiều thời gian để đưa con đi đến các nơi khác nhau trong trường hợp họ có nhiều con ở vào các lứa tuổi phải sinh hoạt ở các ngành khác nhau. Các trưởng có thể chia sẻ việc cầm đoàn được dễ dàng. Các em khi chuyển ngành vẫn thấy quen thuộc và dễ thông cảm hơn vì từng sinh hoạt chung với nhau. Phụ huynh có thể giúp cho nhiều sinh hoạt khác nhau cho những đơn vị trong liên đoàn mà không phân biệt là con tôi ở đoàn nào.
Nhược điểm là khi liên đoàn lớn mạnh sẽ thiếu trưởng trông coi đoàn. Các trưởng phải làm việc và học hỏi cho nhiều ngành, đòi hỏi nhiều thì giờ và công sức hơn. Do đó một số trưởng bị giới hạn về thời gian sinh hoạt có thể sẽ bỏ cuộc, dễ gây ra việc thiếu trưởng.
Cấp bậc trên Liên đoàn là Đạo và cấp bậc dưới Liên đoàn là Đoàn như Ấu đoàn, Thiếu đoàn, Kha đoàn, Tráng đoàn.

## Vương quốc Anh
Trong Hội Hướng đạo của Vương quốc Anh, các Liên đoàn Hướng đạo hình thành một phần của một Đạo Hướng đạo (Scout District) và có thể làm việc với nhau trong các hoạt động và các sự kiện. Cũng có một số các cuộc thi đua sức khỏe giữa các Liên đoàn Hướng đạo, nhất là khi có một khoảng cách nhỏ giữa hai vị trí họp mặt. Thông thường có khoảng 10 Liên đoàn Hướng đạo hoạt động trong một Đạo Hướng đạo. Các Liên đoàn có thể có một số Nhi đoàn (Beaver Colonies), Ấu đoàn (Cub Packs) và Thiếu đoàn (Scout Troops) tùy thuộc vào số lượng Hướng đạo sinh và huynh trưởng.
Các Liên đoàn Hướng đạo tại Vương quốc Anh được mang số theo thứ tự ngày thành lập mặc dù không phải tất cả các Liên đoàn đều theo quy tắc này. Có một số Liên đoàn được mang tên người đứng ra bảo trợ cho Liên đoàn. Đôi khi Liên đoàn lấy tên mới (thí dụ, Liên đoàn Hướng đạo Đệ nhất Whitley trở thành Liên đoàn Hướng đạo Reading số 43) khi địa giới của Đạo đã bị dời đi và được cải tổ.
Các Liên đoàn có thể hình thành các quan hệ với các tổ chức địa phương như các nhà thờ địa phương, chùa, hoặc Hiệp hội Thanh niên Cơ Đốc. Thường thường các mối quan hệ này gồm có những thỏa hiệp hỗ trợ một số các sự kiện để đổi lấy việc sử dụng một tòa nhà hoặc là một ít chi trả về tài chánh.
Các Liên đoàn Hướng đạo được một Ủy ban Hành chánh điều hành với ít nhất là một chủ tịch, Thư ký và Thủ kho. Những người này sẽ hỗ trợ một Liên đoàn trưởng đồng phục, và hỗ trợ các hoạt động và sự kiện được các Huynh trưởng ngành tổ chức trong Liên đoàn.
Một Liên đoàn Hướng đạo có một Liên đoàn trưởng lãnh đạo. Trách nhiệm của Liên đoàn trưởng là bảo đảm rằng các huynh trưởng của các ngành khác nhau làm việc chung với nhau để tạo tiến bộ cho tất cả các Hướng đạo sinh của ngành này sang ngành khác trong Liên đoàn.

## Các nước khác
- Úc: tương tự như Hội Hướng đạo của Vương quốc Anh
- Hoa Kỳ: không có hệ thống liên đoàn một cách chính thức nhưng không có nghĩa là họ phủ nhận hay bài bác hệ thống này. Đa số các đơn vị cấp đoàn sinh hoạt độc lập với nhau nên không liên kết thành các Liên đoàn. Tuy nhiên Hướng đạo Việt Nam tại Hoa Kỳ hoạt động theo hình thức thỏa hiệp với Hội Nam Hướng đạo Mỹ hoặc Nữ Hướng đạo Mỹ vẫn có tổ chức hệ thống Liên đoàn.